# Синдо, Канэто
Канэто Синдо (яп. 新藤 兼人 Синдо: Канэто,  22 апреля 1912, Хиросима — 29 мая 2012, Токио) — японский кинорежиссёр, сценарист, продюсер.

## Биография
Работать в киноиндустрии начал в 1934 году как художник на студии «Синко Кинэма». 
В 1941 году вышли первые фильмы, снятые по его сценариям. Работал с Кэндзи Мидзогути, в том числе был художником-декоратором его фильма «Верность в эпоху Гэнроку» (1941—1942). 
В середине 1940-х перешёл в компанию «Сётику», писал сценарии для режиссёра Кодзабуро Ёсимуры. 
В 1950 году Синдо и Ёсимура ушли из «Сётику», чтобы основать независимую кинокомпанию «Киндай эйга кёкай». 
В 1951 году Синдо дебютировал как режиссёр. Его первый фильм «Рассказ о любимой жене» являлся автобиографической работой и был связан с его первым браком. 
В 1972—1981 годах был председателем Гильдии сценаристов Японии.
За 60 лет творческой деятельности поставил 45 фильмов. Более 150 фильмов снято по его сценариям.

## Награды
- 1961 — Большой приз II Московского международного кинофестиваля («Голый остров»; совместно с картиной Григория Чухрая «Чистое небо»).
- 1971 — Золотой приз VII Московского международного кинофестиваля («Обнажённые девятнадцатилетние»).
- 1995 — премия ФИПРЕССИ XIX Московского международного кинофестиваля («Полуденное завещание»).
- 1996 — премии Японской киноакадемии за лучший фильм, за лучшую режиссуру и за лучший сценарий («Полуденное завещание»).
- 1999 — Золотой святой Георгий и премия ФИПРЕССИ XXI Московского международного кинофестиваля («Жажда жизни»).
- 2002 — орден Культуры.
- 2003 — Специальный приз «Серебряный Георгий» за вклад в мировой кинематограф XXV Московского международного кинофестиваля

## Фильмография

### Режиссёр
Синдо — автор сценариев всех поставленных им фильмов
- 1951 — Рассказ о любимой жене / 愛妻物語 (Aisai monogatari)
- 1952 — Лавина / 雪崩 (Nadare)
- 1952 — Дети Хиросимы (Дети атомной бомбы) / 原爆の子 (Gembaku no ko) — по книге профессора Хиросимского университета Араты Осады, вошёл в конкурсную программу Каннского фестиваля
- 1953 — Миниатюра / 縮図 (Shukuzu) (по роману Сюсэя Токуды)
- 1953 — Жизнь женщины / 女の一生 (Onna no issho) — сценарий написан по произведению Ги де Мопассана
- 1954 — Канава / どぶ (Dobu)
- 1955 — Волки / 狼 (Okami)
- 1956 — Самоубийство любовников / 銀心中 (Gin shinju)
- 1956 — Актриса / 女優 (Joyu) — по книге актрисы Какуко Мори
- 1956 — Берег одинокого путника / 流離の岸 (Ryuri no kishi)
- 1957 — Негодяи из порта / 海の野郎ども (Umi no yarodomo)
- 1958 — Только у женщин бывают печали / 悲しみは女だけに (Kanashimi wa onna dakeni)
- 1959 — Счастливый дракон № 5 (Трагедия счастливого дракона) / 第五福竜丸 (Daigo Fukuryu-Maru)
- 1959 — Самая лучшая невеста / 花嫁さんは世界一 (Hanayome-san wa sekai-ichi)
- 1960 — Голый остров / 裸の島 (Hadaka no shima), продюсер — номинация премии BAFTA за лучший неанглоязычный фильм (1963)
- 1961 — День молодого человека (международный киноальманах)
- 1962 — Люди / 人間 (Ningen) (по роману Яэко Ногами) — приз национального фестиваля искусств
- 1963 — Мать / 母 (Haha)
- 1964 — Женщина-демон (Онибаба) / 鬼婆 (Onibaba), художник
- 1965 — Негодяй / 悪党 (Akuto) — по роману Дзюнтъиро Танидзаки
- 1966 — Утраченный пол / 本能 (Honnô), продюсер
- 1967 — Влечение / 性の起原 (Sei no kigen)
- 1968 — Чёрные кошки в бамбуковых зарослях / 藪の中の黒猫 (Yabu no naka no kuroneko) — вошёл в конкурсную программу Каннского фестиваля
- 1968 — Сильные женщины и слабые мужчины / 強虫女と弱虫男 (Tsuyomushi onna to yowamushi otoko)
- 1969 — Пекло / かげろう (Kagerô)
- 1970 — Подёнка / 触角 (Shokkaku)
- 1970 — Живи сегодня, умри завтра! (Обнажённые девятнадцатилетние) / 裸の十九才 (Hadaka no Jukyu-sai)
- 1972 — Железный треножник / 鉄輪（かなわ (Kanawa), продюсер
- 1972 — Гимн / 讃歌 (Sanka), продюсер — по роману Дзюнъитиро Таиндзаки
- 1973 — Сердце / 心 (Kokoro), продюсер — по одноимённому роману писателя Нацумэ Сосэки
- 1974 — Мой путь / わが道 (Waga michi)
- 1975 — Кэндзи Мидзогути: Жизнь кинорежиссёра / ある映画監督の生涯　溝口健二の記録 (Aru eiga-kantoku no shogai) — документальный
- 1977 — Одинокое путешествие Тикудзана / 竹山ひとり旅 (Chikuzan hitori tabi) — вошёл в конкурсную программу X Московского кинофестиваля
- 1979 — Задушенный / 絞殺 (Kousatsu), продюсер — вошёл в конкурсную программу Венецианского кинофестиваля
- 1981 — Рисуннки Хокусая / 北斎漫画 (Hokusai manga) — по пьесе Сэйити Ясиро о творчестве художника Кацусики Хокусая
- 1984 — Горизонт / 地平線 (Chihei-sen)
- 1986 — Дерево без листьев / 落葉樹 (Rakuyôju)
- 1986 — Классная доска / ブラックボード (Burakkubōdo)
- 1988 — Гибель труппы «Сакура» / さくら隊散る (Sakura-tai Chiru) — документальный
- 1992 — Удивительная история с восточного берега / 濹東綺譚 (Bokuto kidan) — по роману Кафу Ногаи
- 1995 — Полуденное завещание / 午後の遺言状 (Gogo no Yuigon-jo)
- 1999 — Жажда жизни / 生きたい (Ikitai)
- 2000 — Подыгрывающий / 三文役者 (Sanmon yakusha)
- 2003 — Сова / ふくろう (Fukurô) — вошёл в конкурсную программу XXV Московского кинофестиваля
- 2008 — Младшая школа Исиути: Даже если цветы помяты / 石内尋常高等小学校　花は散れども (Ishiuchi jinjô kôtô shôgakkô: Hana wa chiredomo)
- 2011 — Открытка / 一枚のハガキ (Ichimai no hagaki) — вошёл в конкурсную программу 34-го Московского кинофестиваля

### Сценарист
- 1941 — Северное сияние / 北光 (Hokkyokukô) (совместно с Джинджером Уиллисом) — режиссёр Сигэо Танака
- 1946 — Заждавшаяся женщина / Machibôke no onna — режиссёр Масахиро Макино
- 1946 — Победа женщин / Josei no shôri (совместно с Кого Нодой) — режиссёр Кэндзи Мидзогути
- 1947 — Замужество (совместно с режиссёром фильма) / 結婚 (Kekkon) — режиссёр Кэйсукэ Киносита
- 1947 — Бал в доме Андзё / Anjô-ke no butôkai — режиссёр Кодзабуро Ёсимура
- 1948 — Соблазнение / Yuwaku — режиссёр Кодзабуро Ёсимура
- 1948 — Блестящие дни нашей жизни / Waga shogai no kagayakeru hi — режиссёр Кодзабуро Ёсимура
- 1949 — Пламя моей любви / わが恋は燃えぬ (Waga koi wa moenu) (совместно с Ёсикатой Ёдой и Кого Нодой) — режиссёр Кэндзи Мидзогути
- 1949 — Это девушкам / Ojôsan kanpai — режиссёр Кэйсукэ Киносита
- 1950 — Колокола Нагасаки / 長崎の鐘 (Nagasaki no Kane) (по книге врача Такаси Нагаи)
- 1950 — Преследование на рассвете / Akatsuki no tsuiseki (совместно с Дзюном Накагавой) — режиссёр Кон Итикава
- 1950 — Вне войны / Senka no hate
- 1951 — Кто судит меня? / Dare ga watashi o sabaku no ka — режиссёр Сэнкити Танигути
- 1951 — Танцовщица / 舞姫 (Maihime) (по роману Ясунари Кавабаты) — режиссёр Микио Нарусэ
- 1951 — Маскарад / Itsuwareru seiso — режиссёр Кодзабуро Ёсимура
- 1951 — Бесплатная школа / 自由学校 (Jiyû gakkô) (по книге Бунроку Сиси) — режиссёр Кодзабуро Ёсимура
- 1951 — Повесть о Гэндзи / 源氏物語 (Genji Monogatari) — режиссёр Кодзабуро Ёсимура (сценарий фильма основан на одноимённом романе Мурасаки Сикибу и книге Дзюнъитиро Танидзаки)
- 1951 — Дьявольский судья / Ashura hangan
- 1952 — Сёстры из Нисидзина / Nishijin no shimai — режиссёр Кодзабуро Ёсимура
- 1952 — Насилие / Boryoku — режиссёр Кодзабуро Ёсимура
- 1953 — Тысячекрылый журавль / 千羽鶴 (Senba zuru) (по одноимённому роману Ясунари Кавабаты, совместно с Нагисой Осимой) — режиссёр Кодзабуро Ёсимура
- 1953 — Женщина идёт одна по земле / Onna hitori daichi o yuku (совместно с Сигэру Мацуокой и Такэо Тиаки) — режиссёр Фумио Камэи
- 1953 — Остракизм / Mura hatibu — режиссёр Дзэнсю Коидзуми
- 1953 — Желание / Yokubo — режиссёр Кодзабуро Ёсимура
- 1953 — Перед рассветом / 夜明け前 (Yoake mae) — режиссёр Кодзабуро Ёсимура
- 1953 — На краю земли / Chi no hate made — режиссёр Сэйдзи Хисамацу (сценарий написан по произведению Фёдора Достоевского)
- 1954 — Грязный юноша / Dorodarake no seishun — режиссёры Итиро Сугаи, Кодзабуро Ёсимура
- 1954 — Молодые люди / Wakai hitotachi (совместно с Горо Тонадой) — режиссёр Кодзабуро Ёсимура
- 1954 — Мыс Асидзури / Ashizuri misaki — режиссёр Кодзабуро Ёсимура
- 1955 — Когда любишь / Ai sureba koso (совместно с Юсаку Ямагатой) — режиссёры Кодзабуро Ёсимура, Тадаси Имаи, Сацуо Ямамото
- 1955 — Женщина из Гинзы / Ginza no onna (совместно с Нисаном Такахаси) — режиссёр Кодзабуро Ёсимура
- 1955 — Красавица и чудовище / Bijo to kairyu — режиссёр Кодзабуро Ёсимура
- 1957 — Пошатнувшаяся добродетель / Bitoku no yoromeki — режиссёр Ко Накахира (сценарий написан по одноимённому роману Юкио Мисимы)
- 1957 — Дочь мхов / (ひかげの娘 Hikage no musume — режиссёр Сюэ Мацубаяси
- 1957 — На этой земле / Chijo (по книге Сэйдзиро Симады) — режиссёр Кодзабуро Ёсимура
- 1958 — Ледяная стена / 氷壁 (Hyoheki) (по одноимённому роману Ясуси Иноуэ) — режиссёр Ясудзо Масумура
- 1958 — Ночной барабан / 夜の鼓 (Yoru no tsuzumi) (совместно с Синобу Хасимото по пьесе Тикамацу Мондзаэмона) — режиссёр Тадаси Имаи
- 1958 — Смелый человек / Futeki na otoko — режиссёр Ясудзо Масумура
- 1958 — Хлебное зерно / Hitotsubu no mugi (совместно с Сигэки Тибой) — режиссёр Кодзабуро Ёсимура
- 1958 — Обнажённое солнце / Hadaka no taiyo (совместно с Кадзутоси Химуро) — режиссёр Миёдзи Иэки
- 1959 — Дневник оранжевого цветка / .からたち日記 (Karatachi nikki) — режиссёр Хэйноскэ Госё
- 1959 — Сломайте эти стены / その壁を砕け(Sono kabe o kudake) — режиссёр Ко Накахира
- 1960 — Большое путешествие / (Ôinaru tabiji) — режиссёр Хидэо Сэкигава
- 1960 — Риск самурая / Kunisada Chûji — режиссёр Сэнкити Танигути
- 1960 — Женщины Токио / 女の坂 (Onna no saka) (по роману Хисао Савано) — режиссёр Кодзабуро Ёсимура
- 1960 — Опасности Бангаку / Gambare! Bangaku (совместно с Мацуо Киси, по сюжету Садао Яманаки) — режиссёр Сюэ Мацубаяси
- 1961 — Инцидент в Мацукаве / 松川事件 (Matsukawa-Jiken) (совместно с Юсаку Ямагатой) — режиссёр Сацуо Ямамото
- 1961 — Ронины из Ако / 赤穂浪士 (Ako roshi) (по японскому народному преданию «Месть Ако», совместно с Хидэо Огуни и Дзиро Осараги) — режиссёр Садацугу Мацуда
- 1961 — Любовь и пламя / 愛と炎と (Ai to honoho to) (совместно с Синтарой Исихарой) — режиссёр Эйдзо Сугава
- 1961 — Женская безнравственность / 背徳のメス (Haitoku no mesu) — режиссёр Ёситаро Номура
- 1962 — Семейные проблемы / Katei no jijou — режиссёр Кодзабуро Ёсимура
- 1962 — Чёрная ящерица / 黒蜥蝪 (Kurotokage) (по роману Эдогавы Рампо в инсценировке Юкио Мисимы) — режиссёр Умэцугу Иноуэ
- 1962 — Как я купил голубую плоскодонку / 青べか物語 (Ao beka monogatari) (по роману Сюгоро Ямамото) — режиссёр Юдзо Кавасима
- 1962 — Бог китов / Kujira gami — режиссёр Токудзо Танака
- 1962 — Изящное чудовище / しとやかな獣 (Shitoyakana kedamono) — режиссёр Юдзо Кавасима
- 1963 — Истории о лжи / Uso (новелла «San jyokyo») — режиссёр Тэйноскэ Кинугаса
- 1964 — Горы и реки со шрамами / Kizudarake no sanga (по роману Тацудзо Исикавы) — режиссёр Сацуо Ямамото
- 1964 — Свастика / 卍 (Manji) (по одноимённому роману Дзюнъитиро Таиндзаки) — режиссёр Ясудзо Масумура
- 1965 — Жена Сэйсаку / 清作之妻 (Seisaku no tsuma) — режиссёр Ясудзо Мусумура
- 1966 — Татуировка / 刺青 (Irezumi) (по одноимённому роману Дзюнъитиро Таиндзаки) — режиссёр Ясудзо Масумура
- 1966 — Затоичи: Путешествие за море / 座頭市海を渡る (Zatôichi umi o wataru, по книге Кана Симодзавы) — режиссёр Кадзуо Икэхиро
- 1966 — Бойцовская элегия / けんかえれじい (Kenka erejii) — режиссёр Сэйдзюн Судзуки
- 1967 — Две супруги / Tsuma futari (по роману Хью Уилера) — режиссёр Ясудзо Масумура
- 1967 — Жена Сэйсю Ханаоки / 華岡青洲の妻 (Hanaoka Seishu no tsuma) (по роману Савако Ариёси) — режиссёр Ясудзо Масумура
- 1968 — Спящие красавицы / 眠れる美女 (Nemureru bijo) (по повести Ясунари Кавабаты) — режиссёр Кодзабуро Ёсимура
- 1969 — Обитель демонов / Oni no sumu yakata (по роману Дзюнъитиро Танидзаки) — режиссёр Кэндзи Мисуми
- 1969 — Тысячекрылый журавль / 千羽鶴 (Senba zuru) (по одноимённому роману Ясунари Кавабаты) — режиссёр Ясудзо Масумура
- 1971 — Душа демонов / (Yami no naka no chimimoryo) — режиссёр Ко Накахира — конкурсная программа Каннского фестиваля
- 1971 — Битва за Окинаву / Gekido no showashi: Okinawa kessen (совместно с Рёдзо Касахарой) — режиссёр Кихати Окамото
- 1972 — Под флагом восходящего солнца / 軍旗はためく下に (Gunki hatameku moto ni) (по роману Сёдзи Юки) — режиссёр Киндзи Фукасаку
- 1978 — Опасные связи / 危険な関係 (Kiken na kankei) (по одноимённому роману Шодерло де Лакло) — режиссёр Тосия Фудзита
- 1978 — Инцидент / 事件 (Jiken) (по роману Сёхэя Ооки) — режиссёр Ёситаро Номура. Фильм получил премию Японской киноакадемии за лучший фильм.
- 1979 — Три неотправленных письма / 配達されない三通の手紙 (Haitatsu sarenai santsu no tegami) (по роману Эллери Куина) — режиссёр Ёситаро Номура
- 1980 — Архипелаг в судорогах / Jishin retto — режиссёр Кэндзиро Омори
- 1981 — Реннъё и его мать / 蓮如とその母 (Rennyo to sono haha) (мультфильм) — режиссёр Кихатиро Кавамото
- 1987 — Фильм актрисы / 映画女優 (Eiga joyu) (совместно с режиссёром и Синъя Хидакой) — режиссёр Кон Итикава
- 1987 — История Хатико / ハチ公物語 (Hachiko Monogatari) — режиссёр Сэйдзиро Кояма
- 1999 — Омотя (Дом гейши) / おもちゃ (Omocha) — режиссёр Киндзи Фукасаку
- 1999 — Идеальное образование / Kanzen-naru shiiku (по роману Митико Мацуды) — режиссёр Бен Вада
- 2007 — Броненосец, который ходил по суше / Oka ni agatta gunkan — режиссёр Ясухиро Ямамото

## Память
В 2011 году Канэто Синдо был установлен памятник в Москве. Торжественная церемония состоялась в парке «Музеон» возле ЦДХ.